# Yurátsishki
Yurátsishki o Yurátishki (bielorruso: Юра́цішкі; ruso: Юра́тишки; polaco: Juraciszki; lituano: Jurotiškės) es un asentamiento de tipo urbano de Bielorrusia, perteneciente al raión de Iuye de la provincia de Grodno.
En 2017 tenía una población de 1328 habitantes.
Se ubica unos 20 km al noreste de la capital distrital Iuye, sobre la carretera P48 que lleva a Ashmiany.

## Historia
Se conoce la existencia de la localidad desde principios del siglo XVI, cuando era un miestelis del Gran Ducado de Lituania. En la partición de 1795 pasó a formar parte del Imperio ruso, que estableció aquí la sede de una vólost en el uyezd de Ashmiany. En el siglo XIX se desarrolló notablemente, al construirse a 4 km una estación del ferrocarril de Maladziechna a Lida. La RSS de Bielorrusia le dio el estatus de asentamiento de tipo urbano en 1957, y llegó a ser capital de su propio raión entre 1940 y 1960.